# A Cook-szigetek világörökségi helyszínei
A Cook-szigetek területéről eddig egy helyszín sem került fel a világörökségi listára, egy helyszín a javaslati listán várakozik felvételre. 
| Megnevezés          | Kép | Típus      | Kritérium | Év   | Link |
| ------------------- | --- | ---------- | --------- | ---- | ---- |
| Maungaroa kultúrtáj |     | Kulturális | III, IV   | 2024 | 6700 |